# Dani Mateo
Daniel Mateo Patau (La Roca del Vallès, Cataluña, España, 1 de junio de 1979), más conocido como Dani Mateo, es un periodista, cómico, actor y presentador de radio y televisión español conocido por su trabajo en Noche sin tregua (Localia), Sé lo que hicisteis... (La Sexta). Además, es colaborador en El intermedio y presentador de Zapeando (La Sexta). También presentó el programa radiofónico  Yu: no te pierdas nada cuando se emitía en Los 40 producido por Toni Garrido, conocido como uno de los reporteros del programa Caiga quien caiga (CQC) en España.

## Trayectoria

### Radio
Licenciado en Periodismo por la UAB, inició su trayectoria en la radio local. Posteriormente pasó por varias emisoras profesionales de Cataluña como Catalunya Cultura, Onda Cero, Radio Gràcia, Ona Catalana, RAC 1 y Flaix FM. Colaboró en los programas radiofónicos Anda ya de Los 40 Principales en 2007 y A vivir que son dos días, de Cadena Ser.
En septiembre de 2012, se anuncia su vuelta a Los 40 Principales, en un programa presentado por él con el nombre Yu; no te pierdas nada junto a David Broncano y Antonio Castelo, programa producido por Toni Garrido. En el que actualmente colaboran Carolina Iglesias, Iggy Rubín y Lorena Castell principalmente.
En marzo de 2015 empezó como productor y colaborador en el programa El Palomar, dentro del programa Oh! My LOL de la Cadena SER.

### Televisión
A partir de su amistad con Martín Piñol, al que conoció en la radio, empezó a trabajar realizando monólogos y entró a formar parte del plantel de humoristas de la cadena de televisión Paramount Comedy.
Ha trabajado en la Televisión de Cataluña (TV3), ha sido colaborador en distintas emisoras de radio y, entre abril de 2004 y 2007 presentó el programa Noche sin tregua (NST) en Paramount Comedy, con su amigo Ángel Martín, programa que también emitiría durante un tiempo Localia TV los jueves por la noche. Colaboró en el programa Fenómenos. Además, colaboró como columnista en la revista DT e interpretó el papel de Jorge Magariño en la serie televisiva de Antena 3 La familia Mata. Este personaje en un principio era secundario, pero el abandono de Daniel Guzmán y otros factores hicieron que su papel fuera escalando más puestos hasta llegar a aparecer en la cabecera inicial.
El 5 de noviembre de 2007 se incorporó al programa de La Sexta, Sé lo que hicisteis... como comentarista de noticias de actualidad y deportes. En el programa, aparte de su sección, participaba también en sketches del programa junto al resto del reparto, realizando interpretaciones de personajes como Dani Güiza, Jordi (un fan del Barça), Flipy o Isaac, el exnovio de Falete, y compartía una pequeña sección dedicada a la actualidad de la televisión titulada ¿Qué está pasando? con Ángel Martín, su compañero de trabajo y amigo, con el que llegó a compartir piso en Barcelona.
Además interpreta monólogos cómicos en locales de toda España y el día 11 de enero del 2010 comenzó el programa Periodistas Fútbol Club en La Sexta como presentador, junto a su compañero, Ricardo Castella y con la colaboración de Paula Prendes y que se mantuvo en antena tan solo un mes.
El 29 de agosto de 2011, se incorporó al programa de humor El intermedio. Además, colabora en El club de la comedia haciendo monólogos.
Desde el 16 de febrero de 2013, hasta el 24 de marzo de 2013, Dani Mateo presentó El intermedio: International Edition, una versión del programa original que se emitió los fines de semana en La Sexta. El programa fue cancelado por la cadena debido a la bajada de audiencia que tuvo.
En noviembre de 2018 El intermedio pidió disculpas tras un polémico sketch en el que Dani Mateo simulaba limpiarse la nariz con la bandera española, por el que algunas marcas comerciales con las que tenía relaciones publicitarias rescindieron sus contratos. El incidente le llevó ante los tribunales de justicia en condición de investigado tras la denuncia del sindicato policial Alternativa Sindical de Policía. Finalmente el juez archivó la causa por considerar los hechos una simple actuación humorística sin ánimo de ultrajar la bandera, «conforme al principio de intervención mínima del Derecho Penal y la amplia libertad de expresión que viene tutelando el Tribunal Europeo de Derechos Humanos de Estrasburgo».
El 2 de septiembre de 2019 se puso al frente de Zapeando tras la marcha de Frank Blanco.
Presenta las campanadas de la La Sexta del año 2021 , 2022  y 2023 junto a Cristina Pardo. Un día antes el día 30 de diciembre participó en el reencuentro de Sé lo que hicisteis...  en Feliz Año Neox en Neox.
Un día antes el día 30 de diciembre de 2023 presentó un especial  El club de la comedia  en Feliz Año Neox en Neox.
En julio del 2023 debido e las Elecciones Generales  El intermedio extendió sus emisiones por primera vez en este mes , por esta motivo sustituye a El Gran Wyoming como presentador del programa.

### Monólogos
Empezando en Paramount Comedy con monólogos como Oliver y Benji o Clases de Historia, posteriormente interpretó el monólogo PK 2.0... que Dios nos pille confesados en el que repasaba los pecados capitales además de sus colaboraciones esporádicas en El Club de la Comedia.
En 2015 llevó a los escenarios el montaje Dani Mateo: Desencadenado.

### Libro
En abril de 2014 publicó su primer libro: La risa os hará libres.

## Colaboraciones
En 2010, Dani Mateo prestó su voz para el primer tema del disco de Mägo de Oz, Gaia III: Atlantia, titulado El latido de Gaia.

## Premios
- 2012: Premio Ondas a la Innovación Radiofónica por YU: No te pierdas nada.

## Vida privada
Se casó el 23 de julio de 2010 con la actriz Elena Ballesteros a la que conoció durante el rodaje de La familia Mata. En julio de 2016, tras ocho años juntos, ambos anunciaron su divorcio tras una supuesta infidelidad de Mateo según Ballesteros. 
En 2016, tras el divorcio, mantuvo una breve relación con la cómica Susi Caramelo. La relación fue tan corta y desconocida que no traspasó la pantalla. Desde el verano hasta finales de ese mismo año, mantuvo una mediática relación con la modelo e influencer Teressa Bass. A finales del 2017 inicia una relación con la modelo rusa y 15 años menor que él Yasmina Paiman. En marzo del 2018, confirman públicamente su relación.
En 2017 el cómico inauguró El Ideal, un bar en el barrio de Malasaña en Madrid junto con Lorena Castell y otro socio.